# Feestaardvarken
Het Feestaardvarken is een kunstwerk van Florentijn Hofman, dat Burger's Zoo op 12 september 2013 schonk aan de gemeente Arnhem ter ere van haar 100-jarig bestaan.
Het metalen 'karkas' van het aardvarken is vervaardigd door constructiebedrijf RhineTech, kunstaannemer Job Art legde daar een 'huid' overheen van betonijzer en spuitbeton. Het dertig meter lange en negen meter hoge beeld bestaat uit dertien delen, in totaal weegt het ruim 150.000 kilo. Het werd geplaatst op het Bartokplein, naast cultureel centrum Rozet, een tijdelijke locatie die voor toekomstige bebouwing was bestemd. Het plein was verder ingericht als een zanderig Veluweachtig biotoop.

## Verplaatsing
In juni 2021 werd het kunstwerk in delen afgevoerd. Het ging voor onderhoud en opslag naar Burgers' Zoo. Er werd gezocht naar een nieuwe locatie in de gemeente Arnhem, inmiddels is bekend dat het beeld een definitieve plek zal krijgen in Park Sonsbeek.